# Edgaras Česnauskis
Edgaras Česnauskis (* 5. Februar 1984 in Kuršėnai) ist ein ehemaliger litauischer Fußballspieler.

## Karriere

### Vereine
Seine Karriere begann Česnauskis 2000 bei Ekranas Panevėžys. Im Januar 2004 wechselte der Litauer zu Dynamo Kiew, kam dort in zwei Jahren allerdings nur zu neun Pflichtspieleinsätzen und wurde für die meisten Spiele nicht im Spieltagskader berücksichtigt. Er verließ daher den Verein im Januar 2006 und schloss sich dem russischen Verein Saturn Ramenskoje an. Beim Erstligaklub konnte er sich als Stammspieler etablieren und kam bis Mitte 2008 in 52 Ligaspielen zum Einsatz, in denen er 10 Treffer erzielte. Im Anschluss wechselte er zum aufstrebenden FK Moskau. Da der FK Moskau sich nach Saisonende 2009 aus finanziellen Gründen aus der Premjer-Liga zurückzog, verließ Česnauskis den Verein und unterschrieb zum Start der Saison 2010 beim Stadtrivalen Dynamo Moskau. Mit dem Verein erreichte er am Saisonende den siebten Tabellenplatz.
Im März 2011 wechselte Česnauskis zum FK Rostow und erhielt dort zunächst einen Vertrag mit Laufzeit bis Juni 2012. Im Juli 2012 unterschrieb er einen neuen Dreijahresvertrag beim Verein aus Rostow am Don. Nachdem er anfangs zur Stammformation gehört hatte, verlor er seinen Stammplatz im Laufe des Jahres 2013 und stand bis zu seinem Vertragsende 2015 nur noch selten im Kader. Im Jahr 2015 beendete er seine aktive Karriere.

### Nationalmannschaft
Česnauskis absolvierte fünf Spiele für die litauische U21-Auswahl und erzielte dabei drei Tore. Er debütierte am 3. Juli 2003 im Alter von 19 Jahren für die A-Nationalmannschaft Litauens. In seinem Debütspiel, das gegen Estland mit 5:1 gewonnen wurde, schoss er das erste seiner insgesamt fünf Tore im Nationaltrikot.
Bis 2013 lief er in 43 Spielen für sein Land auf.

## Persönliches
Sein älterer Bruder, Deividas Česnauskis, ist ebenfalls ehemaliger Fußballprofi.

## Erfolge
Dynamo Kiew
- Ukrainischer Meister: 2004
- Ukrainischer Pokalsieger: 2005
- Ukrainischer Superpokalsieger: 2004